# Neurolyga excavata
Neurolyga excavata är en tvåvingeart som först beskrevs av Junichi Yukawa 1967.  Neurolyga excavata ingår i släktet Neurolyga och familjen gallmyggor. Arten är reproducerande i Sverige. Inga underarter finns listade i Catalogue of Life.